# Johannes Öhquist
Johannes Wilhelm Öhquist, född 6 december 1861 i Ingermanland, död 15 oktober 1949 i Baden, var en finländsk skriftställare och schackspelare.

## Biografi
Öhquist föddes i Venjoki, Ingermanland, som son till kyrkoherde Johannes Christoffer Öhquist och Olga Maria Avenarius. Han var gift tre gånger: först med Helene Julie Dorothee von Collins, sedan med Lina Henriette Tavaststjerna, och slutligen med Rita (Margarita) Emilia Minna Clausen. Han var far till militären Harald Öhquist och bror till redaktören Alexander Öhquist.
Öhquist avlade allmän rättsexamen 1887 vid Helsingfors universitet. Han arbetade som arkivarie vid generalguvernörskansliet från 1888 till 1910 och undervisade i tyska vid Helsingfors universitet från 1895 till 1916. Han var även ledare för Institutet för moderna språk.
Under de så kallade ofärdsåren bedrev han propaganda för Finland i Tyskland och Österrike och var med om att organisera jägarrörelsen. Mellan 1918 och 1927 tjänstgjorde han som finländsk pressattaché i Berlin. Efter att ha bott i Esbo från 1928 till 1941, flyttade han tillbaka till Tyskland under andra världskriget.

## Författarskap
Öhquist skrev den första stora konsthistorien om finländsk konst, Suomen taiteen historia (1912). Han författade även flera verk på tyska om Finland och finländska förhållanden, såsom Das Löwenbanner (1923), en idealiserande bok om Hitlertyskland, Det tredje riket (1940), och diktsamlingen Der Pilger (1908). Hans roman Der kristallene Turm (1928) har motiv från Finland. Han skrev även ett stort antal läroböcker i tyska för både finsk- och svenskspråkiga elever. Det fragmentariska memoarverket Pietarista kolmanteen valtakuntaan utgavs 2006, baserat på ett tyskspråkigt manuskript.

## Schack
Öhquist var en framstående schackspelare, särskilt känd som problemkomponist. Som stiftare av Helsingfors schackklubb har han kallats "den organiserade finländska schackens fader". Han förlänades professors titel 1925.

## Verk
- Das Strafgesetz für das Großfürstentum Finnland (1891)
- Tysk elementarbok (1893)
- Tysk elementargrammatik (1893)
- Alfabetisk ordlista till Deutsche Prosa und Dichtung (1894)
- Tysk öfningsbok (1897)
- Der Pilger (1908)
- Albert Edelfelt (1910)
- Finnland und die öffentliche Meinung Europas (1910)
- Suonien taiteen historia (1910–1912)
- Das politische Leben Finnlands (1916)
- Finnland (1919)
- Leijonalippu (1922)
- Der kristallene Turm. Roman (1928)
- Samtida konst i Finland (1929)
- Schachprobleme (1932)
- Das dritte Reich (1938)
- Ein König und sein Günstling (1940)
- Das nordische Dreigestirn (1941)
- Das kämpfende Finnland (1944)
- Tysk språklära(1895)
- Kortfattad tysk grammatik. (1899)[2]